# ガトリングチワワ
ガトリングチワワ（10月29日 - ）は、日本のラッパー、ベーシスト。
山形県出身。自主レーベル｢犬人間レーベル｣所属。主にポエトリーのスタイルで自身の楽曲を制作・公開する傍らベーシストとして様々なアーティストのライブサポートを行っている。
活動名は、ライターとして活動しているネジムラ89が、自分の好きなものである「チワワ」と「ガトリング」を混ぜたものを活動名として提案したものを本人が受け入れ使用し始めたことに由来する。

## 略歴
2021年までは別名義でバンドのボーカルやWebメディア(ムービーナーズ)運営等の活動を行っていたが、2022年よりガトリングチワワとしての音楽活動を開始。2024年6月にリリースした『モンハンで2乙した後の人生』はiTunesストアにてエレクトロニック トップソング日本12位を記録した。

## ディスコグラフィー

### EP
|     | 発売日       | タイトル | 収録曲 |
| --- | ------------ | -------- | --- |
| 1st | 2024年1月6日 | 犬人間   | 1. ファイルーズあいって誰だ 2. 中原岬は今年も来ない 3. マイナンバーおじさん 4. 空気詠み人知らず 5. さよなら天さんどうか死なないで |

### シングル
|     | 発売日        | タイトル                  | 収録曲                       |
| --- | ------------- | ------------------------- | ---------------------------- |
| 1st | 2024年6月22日 | モンハンで2乙した後の人生 | 1. モンハンで2乙した後の人生 |
| 2nd | 2025年5月31日 | あいつはTwitterをやめた   | 1. あいつはTwitterをやめた   |

## 主な活動

### イベント
- 2019年
  - 初の主催イベント「忍者の闘い」を開催
  - ミソシタプロデュース企画ユニット「零z」に参加[3]
- 2022年
  - UMB(ULTIMATE MC BATTLE)山梨予選出場、ベスト16
- 2024年
  - 本名義初の主催イベント「犬集会」を開催
  - タワーレコード渋谷店「アイドル三十六房」[4]

### Webメディア
- 2020年にムービーナーズを立ち上げ、編集・運営及び執筆を行う。2024年以降は㈱アムモ98に権利を譲渡。

### 映像
- Tyrkouaz - REBOOOOT [MUSIC VIDEO]　撮影協力[5]

## 出演

### テレビ出演
1. 『MUSIC GOLD RUSH ∞』＃40,＃47,＃49,＃58,＃69,＃72[6]